# PowerBook 2400c
A Macintosh PowerBook 2400c/180 hordozható számítógépet az Apple fejlesztette, gyártotta és forgalmazta 1997. május 8. és 1998. május 10. között 12 hónapon keresztül. A Macintosh PowerBook 2400c/180 a PowerBook számítógép-családba tartozott. A PowerBook 2400c szubnotebook voltak, azaz kisebb, mint a szokásos méretű notebookok, méretével és súlyával a PowerBook 100-as és PowerBook Duo–sorozatokhoz volt hasonlatos, A gépet szóban és írásban is szokás PB2400nak, 2400-asnak említeni – szövegkörnyezettől függően – a 'c' jelzést elhagyva. Ugyanígy elhagyható a „/180“ a névből, ez a sebességre utal, de a PB2400-as egyetlen verzióban készült csak, így a megkülönböztetésnek nincs értelme. A fejlesztés során a PowerBook 2400c négy kódnevet is kapott: Comet, Nautilus, Mighty Car (souped-up configuration), Minihooper.
A 2400c gyártása 1998 márciusában leállt, Japánban azonban egy 2400c-t 240 MHz-es CPU-val kínáltak egészen az év végéig – ez a modell nem szerepel az Apple hivatalos nyilvántartásában.

## Története
A PowerBook 2400c gyártására az IBM Japán leányvállalatával szerződött az Apple. A 2400c ugyanazt a PowerPC 603 processzort használja, mint az előző Duo 2300c, de sokkal magasabb CPU órajelen – 100 MHz helyett 180 MHz-en. A PB2400 azonban nem tudta használni a DuoDockot, ahogy a PB2300c, ezért a belső cserélhető meghajtó hiánya fájóbb volt. Az PowerBook 100 és Duo sorozatokhoz hasonlóan a PB2400-t is külső hajlékonylemez–meghajtóval adták el. Az Apple – ellentétben a többi PowerBookkal – nem kínált CD-ROM meghajtót a géphez. A Duóval ellentétben a gépen a visszaállított periféria portok leginkább az eredeti PB100 portjaihoz hasonlítottak, de volt egy VGA videokimenet, valamint egy sztereó hangkimenet és –bemenet, infraport és két PCMCIA kártyahely. A modell PCMCIA foglalatai hivatalosan csak két Type II vagy egy Type III PCMCIA-spec kártyát fogadtak el. Ez volt az utolsó Mac, amelyet nem szállítottak cserélhető adathordozó meghajtóval egészen a 2008-as MacBook Airig.

## Technikai leírás
A gép súlya 1,98 kg, magassága 4,83 cm, szélessége 26,67 cm és mélysége 26,67 cm volt. A gépet System 7.6.1 operációs rendszerrel szállította az Apple, a ROM mérete 4MB volt. A kijelző 10.4" active matrix (TFT) volt 800 x 600 képpont felbontással. A Macintosh PowerBook 2400c/180 számítógépet 180 MHz-es Motorola 603e processzor vezérelte (L1 cache: 32K, L2 cache: 256K). A PMMU feladatát a processzor látta el. Az FPU-t is a processzor végezte. A gép bemutatásakor az alaplapon 16 MB (60 ns) memóriát tartalmazott, maximálisan 48 MB kezelésére volt képes a gyári specifikáció szerint. A bővítéshez az egyetlen helybe (slot) 8MB-os modulok egyikét lehetett betenni. Az adatokat az 1,3GB ATA–buszos belső merevlemezre lehetett elmenteni. A számítógépnek egy ADB, egy nyomtató, egy hangszóró portja volt. HDI-15 a videó, HDI-30 a SCSI kimenet volt.  A Macintosh PowerBook 2400c/180 29 Wh Lithium Ion akkumulátora maximum 45W teljesítményre volt képes.

### Technikai adatok táblázatban
A táblázat nem tartalmazza az összes műszaki paramétert. Az egyes modelleknél a bemutatáskor érvényes adatokat soroljuk fel, a későbbi frissítéseket nem. Az adatok az Apple adatlapjáról származnak, a hiányzó adatok – egyes gépeknél a kivezetés időpontja, az összes kijelző adat, üzemóra adat... – a MacTracker alkalmazásból valók.

| Gép nevebemutatva kivezetve                    | Méretmagasság szélesség mélység súly | Processzorprocesszor órajel, mag L1 és L2 cache PMMU FPU               | Háttértármerevlemezkülső adathordozó | Eredeti operációs rendszer | Memóriaalap max. @sebességhely                     | Kijelzőfizikai méret, legjobb felbontás                | Tápmax. teljesítmény, akkumulátoros üzemidő (becslés) | Csatlakozók                                                           |
| ---------------------------------------------- | ------------------------------------ | ---------------------------------------------------------------------- | ------------------------------------ | -------------------------- | -------------------------------------------------- | ------------------------------------------------------ | ----------------------------------------------------- | --------------------------------------------------------------------- |
| PowerBook 2400c/1801997 máj. 8. 1998. máj. 10. | 4,83 mm 26,67 mm 26,67 mm 1,98 kg    | PowerPC 603e @180 MHz L1:32K, L2:256K PMMU: integrálva FPU: integrálva | HD: 1.3GB (ATA)                      | System 7.6.1 ROM: 4MB      | Alaplapon: 16 MB @60ns max: 16 MB – 48 MBegy hely: | Alaplapon: 10.4" active matrix (TFT) 800 x 600 képpont | Max: 45W, 1,875A 81,57 Wh, óra                        | * ADB: 1 * nyomtató: 1 * hang: van * videó: 1 HDI-15 * SCSI: 1 HDI-30 |

## PowerBook számítógépek az időben
| PowerBook és iBook számítógépek idővonalon |
| --- |
| A grafikon adatai utoljára 2023. december 19-én frissültek. A szín sötétebb változata az egymást követő gépek megkülönböztetését szolgálja. A színek kezdete a bemutató időpontja, a forgalmazás több esetben is hónapokkal később kezdődött. Megeshet, hogy egy csík végét kitakarja egy másik csík eleje. Előfordul, hogy a gyártás befejezését követően még egy ideig forgalomban marad a Mac adott verziója. Az adatok forrása a Jegyzetekben található. |